# ジョン・バンベンショーテン
ジョン・ウェスレー・バンベンショーテン（John Wesley Van Benschoten, 1980年4月14日 - ）は、アメリカ合衆国・カリフォルニア州サンディエゴ出身のプロ野球選手（投手）。右投右打。

## 経歴

### アマチュア時代
ミルフォード高等学校からケント州立大学へ進学する。ここでは、本塁打を30本放ちながらクローザーも務めるなど、投打で活躍した。

### プロ入りとマイナー時代とパイレーツ時代
2001年のMLBドラフトでピッツバーグ・パイレーツから1巡目（全体8位）で指名され、入団。ここで、投手に専念する事が発表された。この年は、傘下のA-級ウィリアムズポート・クロスカッターズで9試合に先発登板した。
2002年は、A級ヒッコリー・クロウダッズで27試合に先発登板した。
2003年は、A+級リンチバーグ・ヒルキャッツで9試合に先発登板した後、AA級アルトゥーナ・カーブに昇格し17試合に先発登板した。また、この年のオールスター・フューチャーズゲームに出場している。
2004年は、AAA級ナッシュビル・サウンズで開幕を迎えた。8月18日のアリゾナ・ダイヤモンドバックス戦でメジャーデビューを果たした。オフの11月に、関節唇と左腕の回旋筋腱板の修復手術を受けた。
2005年は、手術の影響でプレーする事は無かった。
2006年8月にマイナーリーグで実戦復帰した。この年は、A+級ブレイデントン・マローダーズとAA級アルトゥーナとAAA級インディアナポリス・インディアンズで計5試合に先発登板した。
2007年は、開幕をAAA級インディアナポリスで迎えた。6月16日にメジャーに昇格し、同日のシカゴ・ホワイトソックス戦で先発登板し、3年振りにメジャーで登板した。
2008年は、開幕をAAA級インディアナポリスで迎えた。開幕から好成績で、4月27日にメジャーに昇格した。オフにFAとなった。

### ホワイトソックス傘下時代
2009年は、ホワイトソックスとマイナー契約を結び、傘下のAAA級シャーロット・ナイツでプレーした。

### ヤンキース傘下時代
2010年は、ニューヨーク・ヤンキースとマイナー契約を結んだ。傘下ルのーキー級ガルフコースト・リーグ・ヤンキースで4試合に登板した後、A+級タンパ・ヤンキースとAA級トレントン・サンダーとAAA級スクラントン・ウィルクスバリ・ヤンキースで計21試合に登板した。

### 独立リーグ時代
2011年は、アトランティックリーグのヨーク・レボリューションで8試合に先発登板した。

### パドレス傘下時代
2011年7月20日にサンディエゴ・パドレスとマイナー契約を結び、傘下のAAA級ツーソン・パドレスで5試合に先発登板した。
その後は、野球界から遠ざかっている。

## 詳細情報

### 年度別投手成績
| 年 度    | 球 団    | 登 板 | 先 発 | 完 投 | 完 封 | 無 四 球 | 勝 利 | 敗 戦 | セ 丨 ブ | ホ 丨 ル ド | 勝 率 | 打 者 | 投 球 回 | 被 安 打 | 被 本 塁 打 | 与 四 球 | 敬 遠 | 与 死 球 | 奪 三 振 | 暴 投 | ボ 丨 ク | 失 点 | 自 責 点 | 防 御 率 | W H I P |
| -------- | -------- | ----- | ----- | ----- | ----- | -------- | ----- | ----- | -------- | ----------- | ----- | ----- | -------- | -------- | ----------- | -------- | ----- | -------- | -------- | ----- | -------- | ----- | -------- | -------- | ------- |
| 2004     | PIT      | 6     | 5     | 0     | 0     | 0        | 1     | 3     | 0        | 0           | .250  | 135   | 28.2     | 33       | 3           | 19       | 0     | 2        | 18       | 1     | 0        | 27    | 22       | 6.91     | 1.81    |
| 2007     | PIT      | 11    | 9     | 0     | 0     | 0        | 0     | 7     | 0        | 0           | .000  | 203   | 39.0     | 55       | 4           | 29       | 1     | 5        | 26       | 1     | 0        | 45    | 44       | 10.15    | 2.15    |
| 2008     | PIT      | 9     | 5     | 0     | 0     | 0        | 1     | 3     | 0        | 0           | .250  | 125   | 22.1     | 37       | 7           | 20       | 1     | 3        | 21       | 0     | 1        | 28    | 26       | 10.48    | 2.55    |
| MLB：3年 | MLB：3年 | 26    | 19    | 0     | 0     | 0        | 2     | 13    | 0        | 0           | .133  | 463   | 90.0     | 125      | 14          | 68       | 2     | 10       | 65       | 2     | 1        | 100   | 92       | 9.20     | 2.14    |

### 背番号
- 47 (2004年、2007年 - 2008年)